# Gran Premio Industria e Commercio di Prato 1983
Il Gran Premio Industria e Commercio di Prato 1983, trentottesima edizione della corsa, si svolse il 19 giugno 1983 su un percorso di 225 km, con arrivo a Prato. Fu vinto dall'italiano Luciano Rabottini della Metauro Mobili-Pinarello davanti ai suoi connazionali Emanuele Bombini e Ettore Bazzicchi.

## Ordine d'arrivo (Top 10)
| Pos. | Corridore                | Squadra                  | Tempo    |
| ---- | ------------------------ | ------------------------ | -------- |
| 1    | Luciano Rabottini        | Metauro Mobili-Pinarello | 5h33'00" |
| 2    | Emanuele Bombini         | Malvor-Bottecchia        |          |
| 3    | Ettore Bazzicchi         | Dromedario-Alan-Sidermec |          |
| 4    | Gianbattista Baronchelli | Sammontana-Campagnolo    |          |
| 5    | Orlando Maini            | Alfa Lum-Olmo            |          |
| 6    | Silvano Contini          | Bianchi-Piaggio          |          |
| 7    | Fiorenzo Aliverti        | Alfa Lum-Olmo            |          |
| 8    | Jesper Worre             | Sammontana-Campagnolo    |          |
| 9    | Carmelo Barone           | Dromedario-Alan-Sidermeg |          |
| 10   | Giuseppe Petito          | Alfa Lum-Olmo            |          |